# 一級集團軍指揮員
一级集团军级指挥员（俄語：командарм 1-го ранга）是苏联在1935-40年间使用的一个军衔。该军衔是蘇聯红军中仅次于苏联元帅的第二高军衔。後來一级集团军级指挥员被大将军衔所取代。